# Johann Michael von Althann
Johann Michael Graf von Althann (manchmal auch Michael Johann) (* 8. Oktober 1679 in Joslowitz, Mähren; † 26. März 1722 in Wien) war ein Favorit des Kaisers Karl VI. und ein Hauptvertreter der Spanischen Partei am Wiener Hof.

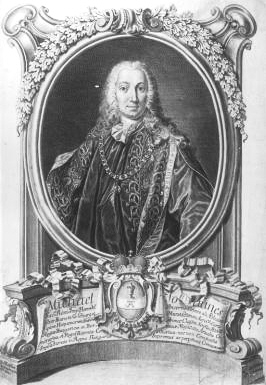
Johann Michael Graf von Althann

## Leben
Johann Michael entstammte dem Adelsgeschlecht Althann. Seine Eltern waren Michael Johann von Althann (* 26. August 1643; † 1722) und dessen Ehefrau die Prinzessin Maria Theresia von und zu Liechtenstein (* 10. August 1643; † 26. Oktober 1712).
Er war Kämmerer, Geheimer Rat und schließlich von 1716 bis 1722 Oberstallmeister des Kaisers Karl VI. Seine Ämter waren nicht sehr bedeutend, aber er übte als persönlicher Favorit Karls einen erheblichen Einfluss aus.
1703 begleitete er Karl VI. noch zu dessen Zeit als Erzherzog während des Spanischen Erbfolgekrieges nach Spanien. Am Wiener Hof hatte er, obwohl ohne besondere Fähigkeiten, erheblichen Einfluss. Ein Grund war seine katalanische Frau, die eine Freundin des Kaisers war. Zumindest die ältere Geschichtsschreibung deutet eine Affäre an. Althann war einer der führenden Personen der sogenannten „Spanischen Partei“. Unter seinem Einfluss bildete der Kaiser ein an Karl V. orientiertes universalistisches, bereits damals nicht mehr zeitgemäßes, Staatsbild aus. Die Spanische Partei am Wiener Hof hat durch Intrigen zumindest zeitweise das Einvernehmen zwischen dem Kaiser und dem Prinzen Eugen von Savoyen zerstört. Althann übte bis zu seinem Tod eine bedeutende Stellung am Hof aus; z. B. hatte er entscheidenden Einfluss auf die Auswahl von Gesandten, ohne ein entsprechendes Amt innezuhaben. Althann spielte auch insgesamt eine bedeutende Rolle im Patronagesystem am Wiener Hof.
Althann ließ den Neubau des Schlosses Vranov durch Johann Bernhard Fischer von Erlach fortsetzen. Seine Frau nutzte ihren Einfluss zur Förderung italienischer Künstler sowie der Historiker Bernhard Pez und Gottfried Bessel.
Für die außerordentliche Wertschätzung des Kaisers für Althann spricht, dass Karl nach dem Tod des Grafen die Vormundschaft über dessen Kinder übernahm.

## Familie
Althann heiratete am 12. Februar 1709 in Barcelona Maria Anna Josepha Althann. Der Ehe entstammen sechs Kinder:
- Michael Johann (* 5. April 1710; † 16. Dezember 1778), Vizepräsident der Obersten Justizstelle, Träger des Orden vom Goldenen Vließ

⚭ 1733 Gräfin Agnes Maria Friederike von Promnitz (* 12. Dezember 1712; † 30. Oktober 1739)
⚭ 1740 Gräfin Maria Josefa Kinsky von Wchynitz und Tettau (* 14. Oktober 1724; † 11. August 1754)
⚭ 1754 Freiin Maria Josefa von Barwitz von Fernemont (* 4. Juni 1725; † 21. September 1758)
⚭ 1758 Gräfin Maria Christina Juliana von und zu Wildenstein (* 22. April 1727; † 30. Januar 1794)
- Michael Karl Borromäus (* 15. April 1714; † 1745)
- Michael Anton Ignaz (* 3. Juli 1716; † 1. April 1774), General der Kavallerie
- Maria Theresia (* 19. Oktober 1711; † 9. Februar 1759) ⚭ 1728 Graf Leopold Maximilian von Dietrichstein (* 8. Januar 1706; † 11. März 1780)
- Maria Anna Sidonia (* 11. Mai 1715; 4. Oktober 1790) ⚭ 1733 Graf Nikolaus VIII. von Palffy (* 4. September 1710; † 6. Februar 1773)
- Maria Anna Josepha († 1718)